# Metamenia
Metamenia is een geslacht van wormmollusken uit de  familie van de Pruvotinidae.

## Soorten
- Metamenia intermedia Thiele, 1913
- Metamenia triglandulata Salvini-Plawen, 1978